# Vol Banat Air 166
Le 13 décembre 1995, un Antonov An-24B assurant le vol Banat Air 166, un vol charter international assuré par Banat Air, pour le compte de Romavia (en), entre Vérone, en Italie, et Timișoara, en Roumanie, s'est écrasé peu de temps après le décollage, tuant les 41 passagers et 8 membres d'équipage à bord.

## Accident
Alors qu'il stationnait sur le parking B6 de l'aéroport de Vérone, la neige tombait en continu et la température extérieure était de 0°C. Après que 41 passagers ait embarqués à bord du vol 166 à destination de la Roumanie, le commandant de bord a refusé de faire dégivrer l'avion. Juste après 19h30, l'appareil a entamé le roulage jusqu'au bout de la piste 23; cependant le trafic important a retardé le départ.
Lorsque le vol 166 a été autorisé à décoller, la température extérieure était inférieure à 0°C. Peu de temps après le décollage, l'avion a atteint sa vitesse maximale. En s'inclinant vers la droite, la vitesse a rapidement chuté, et les pilotes a donc appliqué une action à piquer avec la gouverne de profondeur, ce qui a fait augmenter à nouveau la vitesse. 
Poursuivant son inclinaison à droite, l'équipage a alors appliqué une action à cabrer. La vitesse a ensuite chuté de manière significative et l'avion s'est incliné à 67° sur la droite. Les pilotes n'ont pas pu reprendre le contrôle de l'avion et celui-ci a d'abord percuté le sol, l'aile droite en premier, avant de se disloquer en plusieurs morceaux et prendre feu immédiatement après le crash.

### Le site du crash du vol 166

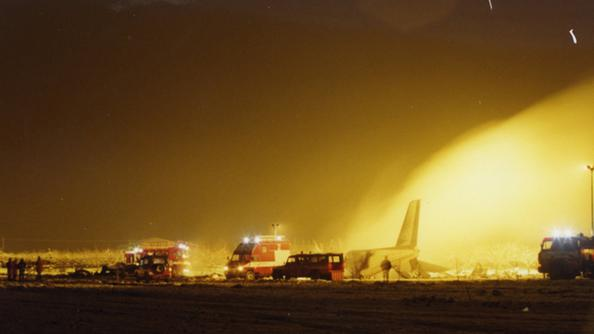
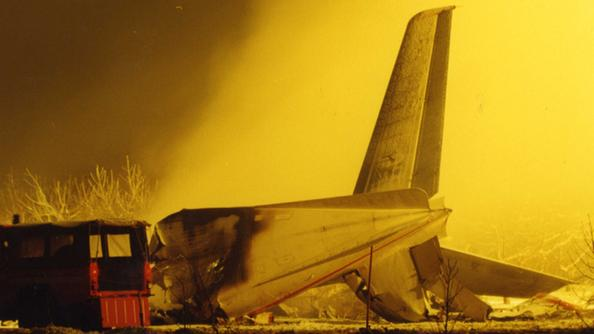
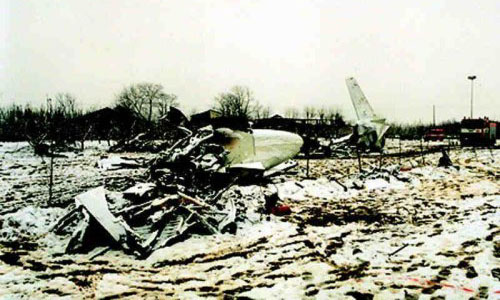

## Enquête
Les enquêteurs ont conclu qu'il y avait plusieurs causes à l'accident, la principale étant la perturbation du flux d'air au-dessus des ailes en raison de la formation de glace sur les ailes, due au décollage de l'avion sans qu'il n'est été dégivré. 
Ils ont également déterminé que la désorientation spatiale de l'équipage, causée par le comportement aérodynamique anormal de l'avion et la faible visibilité, ainsi que la surcharge de l'appareil d'environ 2 000 kg ont joué un rôle clé dans l'accident.